# دورا مونتيفيور
دوروثي فرانسيس مونتيفيور (الاسم عند الولادة: دوروثي فرانسيس فولر) (20 ديسمبر 1851-21 ديسمبر 1933)، والمعروفة باسم دورا مونتيفيور، هي مدافعة عن حق النساء في التصويت، واشتراكية، وشاعرة، وكاتبة سيرة ذاتية إنجليزية أسترالية.

## بداية حياتها
وُلِدَت دوروثي فرانسيس فولر في كينلي مانور بالقرب من كولسدون في مقاطعة سري، وهي ابنة فرانسيس فولر وماري آن فولر (الاسم قبل الزواج: ماري آن درو). عمل والدها في هندسة السكك الحديدية، وكان القوة المحرّكة وراء إقامة المعرض الكبير. كانت والدتها ابنة جورج درو، وهو مضارب عقاري عمل في تطوير بلدة كيترم. تلقت دورا تعليمها في منزلها على يد مربيات ومعلمين وفي مدرسة السيدة كريسويل في برايتون. ذهبت دورا إلى سيدني لمساعدة زوجة أخيها في عام 1874 ثم عادت لفترة وجيزة إلى إنجلترا. التقت أثناء عودتها إلى سيدني بالتاجر اليهودي جورج بارو مونتيفيور، ابن جوزيف بارو مونتيفيور، وتزوجته وأنجبت منه طفلين.
فُقِدَ زوج مونتيفيور في البحر في عام 1889، وعلمت حينها أنه ليس لديها الحق التلقائي في الوصاية على أطفالها، فأصبحت مدافعة عن حقوق المرأة. عُقد الاجتماع الأول لرابطة حق النساء في التصويت في نيوساوث ويلز في منزل مونتيفيور في 29 مارس 1891. غادرت مونتيفيور أستراليا في عام 1892، وأمضت عدة سنوات في باريس، ولكنها استقرت أخيرًا في إنجلترا.

## الدفاع عن حق النساء في التصويت
تأثرت آرائها الاشتراكية بتواجدها مع جوليا داوسون، في كلاريون فان في وست ميدلاندز، واستمرت في رؤية ضرورة منح النساء حق التصويت كقضية طبقية.
أصدرت مونتيفيور كتابًا شعريًا بعنوان الغناء في الظلام في عام 1898. واصلت أيضًا نشاطها في حركة حق النساء في التصويت، وعملت في اللجنة التنفيذية للاتحاد الوطني لجمعيات حق النساء في التصويت التابع لميليسنت فاوست، وانضمت إلى الاتحاد الاجتماعي والسياسي للمرأة الذي تأسس على يدي إيميلين وكريستابيل بينكورست. اقترحت مونتيفيور تشكيل رابطة مقاومة الضرائب النسائية في عام 1897. رفضت مونتيفيور دفع ضرائبها في عام 1906، احتجاجًا على عدم وجود تمثيل سياسي، وظلت محاصرة في منزلها لمدة ستة أسابيع. استغلت الرابطة هذه المناسبة كفرصة للتظاهرات والدعاية:
لم يكن من الممكن الوصول إلى المنزل المحاط بجدار إلا من خلال باب مقنطر أغلقته مونتيفيور وخادمتها في وجه المأمورين من المحكمة. قاومت مونتيفيور دفع ضرائبها لمدة ستة أسابيع، وخاطبت الحشود المتواجدة أمام منزلها من خلال النوافذ العلوية للمنزل.
عُلِّق على منزلها لافتة ظهرت على طول الحائط تقول: «يجب على النساء التصويت للقوانين التي يطيعنها والضرائب التي يدفعنها». قالت مونتيفيور: «كنت أفعل ذلك بسبب عدد النساء غير المؤهلات اللواتي لم يكن بوسعهن التظاهر بنفس الطريقة، وكنت بذلك المتحدثة باسمهن. كانت الحقيقة الفظّة المتمثلة في الإعاقة السياسية للمرأة هي التي يجب فرضها على جمهور جاهل وغير مبال». قُبِضَ على أديلا بانكيرست ومونتيفيور وأخريات لمطالبتهم بتصويت النساء في بهو مجلس العموم في أكتوبر من نفس العام، ووصفت لاحقًا تجربة سجن هولواي وداخله. انضمت مونتيفيور أيضًا إلى العديد من المنظمات الاشتراكية في ذلك الوقت، ومن ضمنها رابطة حرية المرأة، والاتحاد الديمقراطي الاجتماعي والحزب الاشتراكي البريطاني. كانت مونتيفيور عالمة لغوية ومسؤولة عن الترجمة الإنجليزية الأولى لأعمال مكسيم غوركي.
كانت مونتيفيور صديقة كل من أديلايد نايت وميني بالدوك المدافعات عن حق النساء في التصويت. كانت أيضًا إحدى المتحدثات في مجموعة الاتحاد الاجتماعي والنسائي للمرأة في كانينغ تاون التابعة لبالدوك، وكتبت لدعم «الموقف النبيل» لبالدوك في زيارة الزعيم الليبرالي في ديسمبر 1906. تركت مونتيفيور الاتحاد الاجتماعي والسياسي للمرأة وانضمت إلى جمعية حق النساء في التصويت للبالغين، والتي أصبحت سكرتيرة فخرية لها في عام 1909، لدعم قضية حق النساء الكامل في التصويت ليس على أساس الوضع المالي ولكن لجميع الرجال والنساء فوق سن الرشد (21)، وذلك بدلًا من الخيار المحدود الذي جادل البعض بأنه خطوة أولى نحو حصول النساء على حق التصويت. شاركت سيلفيا بانكيرست آراء مونتيفيور الاشتراكية، وظلت على اتصال بها بعد انفصالها عن الاتحاد الاجتماعي والسياسي للمرأة.